# 石田文次郎
石田 文次郎（いしだ ぶんじろう、1892年 - 1979年）は、日本の民法学者・裁判官・弁護士。法学博士（京都帝国大学）。東北帝国大学法文学部民法講座教授や、京都帝国大学法学部教授を歴任。

## 人物
1892年、奈良県添上郡平和村（現：大和郡山市）生まれ。1913年（大正2年）第三高等学校卒。1917年（大正6年）京都帝国大学法学部を卒業。同年、司法官試補。1919年（大正8年）大阪地方裁判所判事。1920年（大正9年）神戸高等商業学校教授。1922年（大正11年）イギリス・フランス・ドイツ・アメリカ合衆国に留学。同時期に留学していた同僚の八木助市、坂本彌三郎、田中金司、五百籏頭眞治郎、北村五良、平井泰太郎や、東京高等商業学校の本間喜一、渡邉大輔、大塚金之助、金子鷹之助、井藤半彌、吉田良三、名古屋高等商業学校の宮田喜代蔵、赤松要らと、日本料理店や日本人クラブで研究会を開いたり将棋をしたりするなどして交流した。
1925年（大正14年）東北帝国大学法文学部民法講座教授。1934年（昭和9年）京都帝国大学法学部教授。1939年（昭和14年）満州国建国大学兼任教授。1941年5月31日京都帝国大学法学部長に就く（〜1943年2月26日）。1944年（昭和19年）財団法人立命館顧問に就く。
戦後の1946年（昭和21年）、弁護士登録する。1947年（昭和22年）3月、京都帝国大学退官。立命館顧問を退任。中央公職適否審査委員会の審査を受けていたあいだに、裁判官任命諮問委員会により最高裁裁判官候補者に選出された。最高裁裁判官には任命されなかったが、公職就職禁止は非該当となった。
中京法律学校客員講師。1951年（昭和26年）中京法律専門学校専任講師。1957年（昭和32年）中京法律専門学校退職。

## 家族・親族
- 娘婿は東京都立大学総長を務めた労働法学者の沼田稲次郎。
- 曾孫：経済学者の竹内幹は曾孫にあたる。

## 受賞・栄典
- 1936年（昭和11年）従四位
- 1942年（昭和17年）勲二等瑞宝章
- 1946年（昭和21年）従三位

## 学説
- 占有権について、占有意思は占有取得の要件で足りるとするのが通説であるが、石田はこれに加え、占有継続の要件も必要とすべきとした[3]。
- 抵当権流用説
  - 一度消滅した抵当権について登記の流用ができる。消滅した抵当権は当事者が合意すれば、実体的要件はクリアしているのだから、他の債務の抵当権に使用したところで問題はないと解する[4]。

## 主要著作
- 物権法論（有斐閣、1922年）
- 財産法に於ける動的理論（巌松堂書店、1928年）
- ギールケの団体法論（ロゴス書院、1929年）
- 土地総有権史論（岩波書店、1929年）
- 現行民法総則（弘文堂書店、1936年）
- 契約の基礎理論（有斐閣、1940年）
- ギールケの法学（三省堂、1944年）